# گوندکوبه
گوندکوبه شهری در شهرستان رولو، در استان بام در بورکینافاسوی شمالی است و جمعیت آن ۳۵۴۸ نفر است.